# Werderscher Markt
De Werderscher Markt is een rechthoekig plein in het Berlijnse stadsdeel Mitte. Het plein werd aangelegd in 1658 en werd in 1835 vernoemd naar het historische stadsdeel Friedrichswerder. 

## Geschiedenis
In 1635 werden straten en pleinen aangelegd naar ontwerp van Johann Gregor Memhardt om de residentiestad Friedrichswerder, die op instigatie van keurvorst Frederik Willem was aangelegd, verder uit te bouwen. Onder zijn leiding bouwden de nieuwe burgers tegen 1672 in hun centrum een stadhuis en een simultaankerk voor de Duitse en Franse gemeenschap. Het aangrenzende marktplein werd gedeeltelijk beplant met lindebomen.
Ten westen en noorden van de markt lieten leden van de Pruisische koninklijke familie en het hof gebouwen optrekken. Vanaf de 17e eeuw brachten vrachtvaarders hun goederen naar de groeiende stad via een arm van de Spree en een sluis. 
Nadat de vestingwerken in dit gebied rond 1740 definitief waren afgebroken, werden de omliggende straten verschillende keren verplaatst en veranderden nieuwe gebouwen de hele situatie van de markt. In 1798 werd de eerste steen gelegd voor een nieuw gebouw op de plaats van het stadhuis, waarvan het gebouw in 1794 was afgebrand en vervolgens werd verplaatst. 
Het plein werd zwaar beschadigd tijdens de Tweede Wereldoorlog. De kerkruïne bleef staan tot de jaren tachtig en werd dan pas herbouwd voor het 750 jarig bestaan van de stad Berlijn. 